# Feelin' Way Too Damn Good
Singles de Nickelback
Figured You Out
(2003) Because of You
(2004)
Feelin' Way Too Damn Good est le onzième single du groupe Nickelback et le troisième de l'album The Long Road sorti en 2003.

## Liste des chansons
| No | Titre                                      | Durée |
| -- | ------------------------------------------ | ----- |
| 1. | Feelin' Way Too Damn Good (version single) |       |
| 2. | Leader Of Men (Live MTV Unplugged)         |       |
| 3. | Feelin' Way Too Damn Good (vidéo)          |       |

## Classements hebdomadaires
| Classement (2004)              | Meilleure position |
| ------------------------------ | ------------------ |
| Allemagne (GfK Entertainment)  | 95                 |
| Australie (ARIA)               | 40                 |
| États-Unis (Hot 100)           | 48                 |
| États-Unis (Mainstream Rock)   | 3                  |
| Pays-Bas (Single Top 100)      | 61                 |
| Royaume-Uni (UK Singles Chart) | 39                 |
| Royaume-Uni (UK Rock Chart)    | 1                  |